# Werchnia Wyznycia
Werchnia Wyznycia (ukr. Верхня Визниця) – wieś na Ukrainie, w obwodzie zakarpackim, w rejonie mukaczewskim, w hromadzie Kolczyno. W 2001 liczyła 1453 mieszkańców.